# Leiolepidinae
Los leiolepidinos (Leiolepidinae) son una subfamilia de reptiles incluidos en la familia Agamidae.

## Clasificación
Leiolepidinae incluye únicamente el género Leiolepis.